# RTP África
RTP África est une chaîne de télévision publique portugaise d'information à destination de l'Afrique, et plus précisément des PALOP.

## Histoire
Le 10 juin 1992, le gouvernement portugais crée la Radiotelevisão Portuguesa internacional (RTPi), qui, selon le ministre portugais Luís Marques Mendes, marque la « conquête de l’État-nation portugais ». Son développement se poursuit pendant les années socialistes. RTP África est créée le 7 janvier 1998 pour parachever la diffusion dans les pays lusophones africains (25 millions d'habitants) des programmes de la chaîne. RTP África diffuse les programmes des chaînes RTP1, RTP2 et RTPi, ainsi que des programmes produits par les stations publiques de télévision africaines.
La chaîne est diffusée par satellite, avec une diffusion hertzienne terrestre pour les PALOP africaines à l'exception de l'Angola. Elle est aussi diffusée sur les bouquets de la télévision payante portugaise (câble, satellite, IPTV).
En 2002, le gouvernement de Guinée-Bissau suspend la diffusion des émissions de la RTP África sur son territoire sous prétexte d'un manque de respect sur un accord avec le Portugal. Avec RTP África, le Portugal est accusé de position dominante sur le marché audiovisuel de la Guinée-Bissau.
En 2011, le groupe de travail pour la redéfinition du service public de télévision portugais a proposé la fusion de RTP África avec RTP Internacional. Cependant, le gouvernement portugais a maintenu la séparation des deux chaînes.
Le 30 juin 2017, le gouvernement de la Guinée-Bissau suspend une nouvelle fois la diffusion des émissions de la RTP Africa sur son territoire sous prétexte de l'expiration d'un accord de coopération avec le gouvernement portugais, ou d'un non-respect de cet accord par ce dernier. La coupure dure 4 mois. La chaîne est relancée en novembre 2017. Lors des négociations, la Guinée-Bissau a accepté de prendre en charge la fourniture en carburant de la station de Nhacr (antennes de RTP, de RDP et RFI),.

## Identité visuelle

### Logos

Logo de RTP Africa du 7 janvier 1998 au 31 mars 2004
Logo de RTP Africa du 1er avril 2004 au 16 janvier 2015
Logo de RTP Africa de 2012 à 2016.
Logo de RTP África depuis 2016.

## Programmes
RTP África est produite par la RTP conjointement avec les services publics de télévision de 5 pays de la CPLP. Elle diffuse des programmes tant en provenance du Portugal (chaînes publiques et privées) que des chaînes publiques africaines.
Sa grille est aussi composée de programmes d'information et de séries produites en Angola et Mozambique, ou bien encore de films de cinéastes africains.
RTP África collabore aussi avec l'ONU, en la diffusion d'une émission consacrée aux Nations unies et à leur action sur le continent africain : « Nações Unidas em acção ».